# Neckertal
Neckertal (toponimo tedesco) è un comune svizzero di 6 437 abitanti del Canton San Gallo, nel distretto del Toggenburgo.

## Geografia fisica
Il territorio di Neckertal si estende lungo il corso superiore del fiume Necker e comprende anche il passo Wasserfluh.

## Storia
Il comune politico di Neckertal è stato istituito il 1º gennaio 2009 con la fusione dei comuni soppressi di Brunnadern, Mogelsberg e Sankt Peterzell; il 1º gennaio 2023 ha inglobato i comuni soppressi di Hemberg e Oberhelfenschwil. Capoluogo comunale è Mogelsberg.

## Società

### Evoluzione demografica
L'evoluzione demografica è riportata nella seguente tabella:
Abitanti censiti

## Geografia antropica

### Frazioni
Le frazioni di Neckertal sono:
- Brunnadern[6]
  - Bitzi
  - Chrüzweg
  - Furt (in parte nel territorio di Mogelsberg)
  - Haselacker
  - Hinteregg
  - Homberg
  - Niderwil
  - Reitenberg
  - Schwendi
  - Spreitenbach
  - Steig
  - Taa
  - Vögelisegg
  - Waldschwil
- Hemberg[7]
  - Bächli
  - Bomen
  - Brand
  - Harzenmoos
  - Lemberg
  - Mistelegg
  - Starkenbach
  - Unterhemberg
  - Wis
- Mogelsberg[8]
  - Dicken
  - Dieselbach
  - Ebersol
  - Furt (in parte nel territorio di Brunnadern)
  - Hoffeld
  - Nassen
  - Necker
- Oberhelfenschwil[9]
  - Füberg
  - Metzwil
  - Oberwil
  - Rennen
  - Schwanden
  - Utenwil
  - Wasserfluh[10]
  - Wigetshof
  - Winzlisau
- Sankt Peterzell[11]
  - Aemisegg
  - Arnig
  - Chäseren
  - Eggen
  - Hönenschwil
  - Rüti
  - Schönenbühl
  - Stofel
  - Wald

## Infrastrutture e trasporti

Il passo Wasserfluh e le rovine della fortezza di Neu-Toggenburg

Neckertal è attraversato dalla strada principale 8 e il passo Wasserfluh lo collega al comune di Lichtensteig; il comune è servito dalle stazioni di Mogelsberg e di Brunnadern-Neckertal sulla ferrovia lago di Costanza-Toggenburgo (linea S8 della rete celere di San Gallo).